# آدام مگ‌آسی
آدام مگ‌آسی (به انگلیسی: Adam McAssey) ژیمناست زادهٔ ۱۸ آوریل ۱۹۸۹ میلادی اهل کشور بریتانیا است.